# Розали (река)
Розали (англ. Rosalie River) — река в Доминике, протекает по территории прихода Сент-Дэвид. Площадь водосбора — 12,6 км² (3113,6 акров). Уклон бассейна — 23,7 %.
Исток реки находится на восточных склонах Морн-Труа-Питон. Река течет на восток, достигая Атлантического океана на восточном побережье страны, недалеко от города Розали. Скорость врезания реки в подстилающие породы — 6,3 мм/год.